# فيرنون هاينز
فيرنون هاينز (بالإنجليزية: Vernon Haynes)‏ هو مدرب كرة سلة أمريكي، ولد في 17 ديسمبر 1910 في أركنساس في الولايات المتحدة، وتوفي في 29 مايو 1973 في ميتايري في الولايات المتحدة.

## وصلات خارجية
- فيرنون هاينز على موقع كلية كرة السلة في سبورتس رفرنس.كوم (الإنجليزية)